# Nusrat Jahan Choudhury
Pour les articles homonymes, voir Choudhury.
Nusrat Jahan Choudhury (bengali : নুসরত জাহান চৌধুরী) née en 1976, est une avocate américano-bangladaise qui occupe le poste de juge du district des États-Unis pour le district Est de New York. Elle est la première femme musulmane et la première américaine d'origine bangladaise à occuper le poste de juge fédérale,.

## Biographie

### Origines et études
Nusrat Jahan Choudhury naît en 1976 à Chicago. Elle est titulaire d'une licence ès lettres de l'Université Columbia en 1998, d'une maîtrise en administration publique de la Princeton School of Public and International Affairs en 2006 et d'un doctorat en droit de la faculté de droit de Yale en 2006,,.

## Carrière
Nusrat Jahan Choudhury commence sa carrière en tant que greffière. Tout d'abord, pour la juge Denise Cote du tribunal de district des États-Unis pour le district sud de New York de 2006 à 2007. Puis pour le juge Barrington D. Parker Jr. de la Cour d'appel des États-Unis pour le deuxième circuit de 2007 à 2008. Elle travaille au sein de l'ACLU nationale (Union américaine pour les libertés civiles) basée à New York de 2008 à 2020. Elle occupe les fonctions d'avocate dans le projet de sécurité nationale de l'ACLU et du programme de justice raciale pendant sa mission là-bas. De 2020 à 2023, elle est la directrice juridique de l'ACLU de l'Illinois,,. Durant cette période, elle soutient les efforts de la maire de Chicago Lori Lightfoot pour réformer le maintien de l'ordre, notamment après les débordements des troupes fédérales envers les manifestants en soutien à George Floyd.

### Service judiciaire fédéral
Le 19 janvier 2022, le président Joe Biden nomme Choudhury pour occuper le poste de juge au tribunal de district des États-Unis pour le district est de New York. Le président Biden la nomme en remplacement du juge Joseph F. Bianco, promu à la Cour d'appel des États-Unis pour le deuxième circuit le 17 mai 2019.
Le 27 avril 2022, une audience pour sa nomination a eu lieu devant le Comité judiciaire du Sénat. Lors de son audience de confirmation, on lui demande si elle a déclaré « que le meurtre d'hommes noirs non armés par la police se produit tous les jours en Amérique ». Dans un premier temps, elle dit qu'elle n'est pas sûre d'avoir fait cette déclaration, mais annonce plus tard qu'elle l'a faite « dans le cadre de son rôle d'avocate ». Sa déposition conduit plusieurs groupes de forces de l'ordre, dont l'Ordre fraternel de la police et l'Association bienveillante des sergents, à s'opposer à sa nomination. Deux semaines après son audience, elle envoie une lettre au Comité judiciaire niant avoir fait cette déclaration. Les républicains du Comité judiciaire demandent une deuxième audience en raison de ses déclarations contradictoires mais le sénateur Dick Durbin rejette la demande d'une deuxième audience.
Le 26 mai 2022, sa nomination est approuvée par le comité par un vote de 12 voix contre 10. Le 3 janvier 2023, sa nomination est renvoyée au président en vertu de la règle XXXI, paragraphe 6 du Sénat des États-Unis ; elle est nommée plus tard dans la même journée. Le 9 février 2023, sa nomination est approuvée par le comité par un vote de 11 voix contre 10. Le 14 juin 2023, le Sénat invoque la clôture sur sa nomination par un vote de 50 voix contre 47, le sénateur Joe Manchin votant contre la motion d'invoquer la clôture de sa nomination. Le 15 juin 2023, sa nomination est confirmée par un vote de 50 voix contre 49, le sénateur Joe Manchin votant contre la confirmation parce que ses « déclarations antérieures remettent en question sa capacité à être impartiale à l'égard du travail de nos courageuses forces de l'ordre ». Elle est la troisième avocate de l'ACLU à être confirmée directement à la magistrature fédérale en tant que juge de l'article III après Ruth Bader Ginsburg en 1980 et Dale Ho le 14 juin 2023. Elle reçoit sa commission judiciaire le 5 juillet 2023. De ce fait, Nusrat Jahan Choudhury devient la première femme musulmane et la première américaine d'origine bangladaise à occuper un poste de juge fédérale de district des États-Unis pour le district oriental de New York,,,,.

## Vie personnelle
Le père de Nusrat Jahan Choudhury remporte une bourse Fulbright pour venir aux États-Unis et travaille dans la région de Chicago pendant 40 ans en tant que médecin. Nusrat Jahan Choudhury épouse Michael Early, un producteur d'effets visuels, en 2016,,,,.